# Palazzo del Bufalo

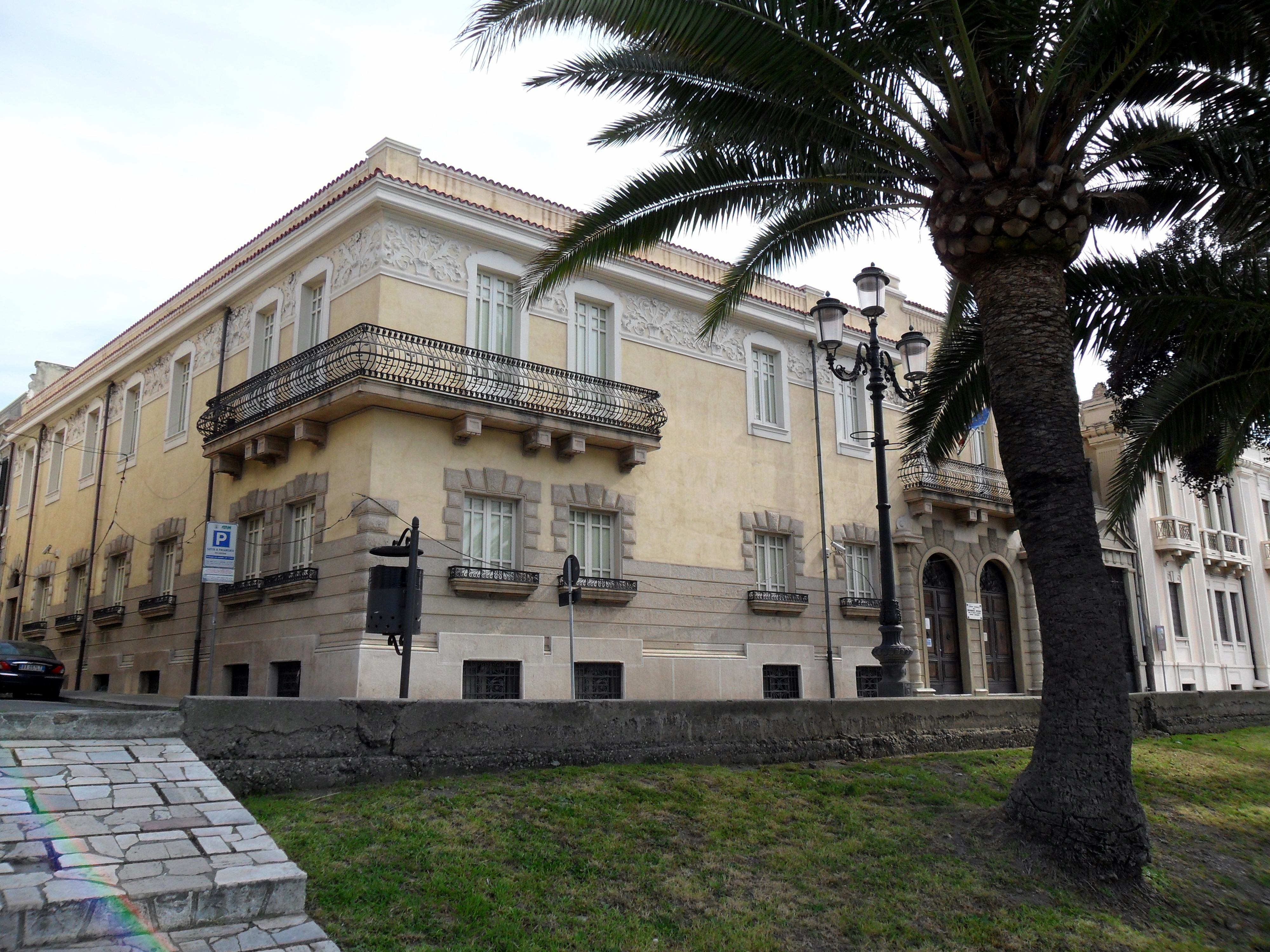
Palazzo del Bufalo in Reggio Calabria

Der Palazzo del Bufalo ist ein Jugendstilpalast aus den 1920er-Jahren im historischen Zentrum von Reggio Calabria in der italienischen Region Kalabrien. Er liegt an der Ecke zwischen dem Corso Vittorio Emanuele III und der Via Cavour. Früher war dort die nationale Sozialversicherungskasse untergebracht, heute gibt es dort Büros.

## Geschichte
Das Gebäude wurde 1922 von Bauingenieur Tommaso del Bufalo projektiert, von dem es seinen Namen erhielt. 1926 wurde es fertiggestellt.

## Beschreibung
Der Palast ist ein bemerkenswertes Beispiel der Jugendstilarchitektur. Das quadratische Gebäude mit Innenhof hat zwei Vollgeschosse und ein Tiefparterre. Die Hauptfassade zeigt zum Corso Vittorio Emanuele III und hat einen verzierten Eingang mit doppelten Rundbogenportalen. Diese haben Rahmen aus falschem Stein und an den Seiten zwei Säulen. Die Fensteröffnungen im Erdgeschoss sind mit Architraven versehen und haben ebenfalls Rahmen aus falschem Stein; das Tiefparterre ist in derselben Weise ausgestattet, aber die Fenster haben Eisengitter. Die Wände des Obergeschosses tragen glatten Putz, die Fensteröffnungen sind mit Architraven versehen, einige mit geneigten Balkonen, gestützt von Konsolen und versehen mit kunstvollen Geländern aus Schmiedeeisen. An der Seitenfassade wiederholen sich die architektonischen Elemente; darüber hinaus zieht sich ein reich mit floralen Motiven dekorierter Fries um das ganze Gebäude. Darüber liegt ein Traufgesims mit linearer Balustrade, die im Bereich über dem Eingang erhöht ist.